# Karlı
Karlı (kurd. Befircan) ist ein Dorf im Landkreis Yüksekova der türkischen Provinz Hakkâri. Karlı liegt in Südostanatolien auf 1.950 m über dem Meeresspiegel, ca. 14 km südlich von Yüksekova.
Karlı bedeutet schneebedeckt oder verschneit.  Der kurdische Name Befircan geht auf das Wort „Befir“ zurück, was ebenfalls „Schnee“ bedeutet. Der Name ist beim Katasteramt in der Form Befircan registriert. Diese Form ist auch in verschiedenen Volkszählungen und zwei Wörterbüchern Osmanischer Ortsnamen belegt.
1985 lebten 3.317 Menschen in Karlı. 2009 hatte die Ortschaft 1.318 Einwohner. Zu Karlı gehören die Weiler Beşpınar (kurd. Badawa), Çiçeközü (kurd. Gewki), Karabağ (kurd. Xirvateng) und Kilimli (kurd. Member). 2010 wurde den Gesundheitsbehörden bekannt, dass im Weiler  Karabağ zu dem Zeitpunkt 15 Menschen an Krebs verstorben waren und 7 weitere Personen in Behandlung waren. Trotz mehrerer Untersuchungen konnte keine Ursache für die Häufung festgestellt werden.